# Angol disszenterek
Az angol disszenterek  vagy szakadárok vagy szeparatisták vagy másként gondolkodók olyan protestánsok voltak, akik a 17. és 18. században elszakadtak az Angol Egyháztól (Church of England).

## Történetük
Üldözték őket, különösen II. Károly uralkodása alatt (1660-1685) és teljesen kizárták őket az ország polgári és politikai életében való részvételből egészen a 19. századig. Nagy vonalakban az angol puritánok örökösei voltak.
Ellenezték az állami beavatkozást a vallási ügyekbe, és saját egyházakat, oktatási intézményeiket és közösségeket alapítottak. Néhányan az Újvilágba emigráltak (→ zarándokatyák), különösen a tizenhárom gyarmatra és Kanadába. Döntő szerepet játszottak az Egyesült Államok spirituális fejlődésében, és nagymértékben diverzifikálták a vallási képet. Eredetileg az államvallású Angliai Egyház széles körű protestáns reformációja mellett szálltak síkra és rövid ideig virágoztak az Oliver Cromwell alatti protektorátus idején.
I. Jakab király azt mondta: "nincs püspök, nincs király", hangsúlyozva a papság szerepét a királyi legitimáció igazolásában. Cromwell az Angliai Nemzetközösség megalapításakor mindkettőt eltörölte. A monarchia 1660-as helyreállítása után a püspökséget újra beiktatták, és korlátozták a disszenterek jogait.
Az 1662-es Egységesítő Törvény (Act of Uniformity) volt az, amely minden angol egyháztagtól megkövetelte, hogy alkalmazkodjon az Általános Istentiszteleti Rendhez (Book of Common Prayer) és anglikán püspöki felszentelést írtak elő a lelkipásztorok számára. A másként gondolkodók számára ez elfogadhatatlan követelmény volt. Az ügy kiváltotta a „nagy kiűzetést”, amelynek következtében közel kétezer papot zártak ki az anglikán egyházból. Ezeket a papokat vagy lelkészeket és követőiket nonkonformistáknak nevezték, bár eredetileg ez a kifejezés az angliai egyház bizonyos ruháinak és szertartásai megtagadására vonatkozott, nem pedig az attól való elszakadásra. 
Nevük onnan származik, aki nem "alkalmazkodtak" (non + conform) az államegyház kormányzásához és szokásaihoz.
A 19. század végére a nonkonformista kifejezés kifejezetten magában foglalta a többi protestáns keresztényt is (presbiteriánusokat és kongregacionalistákat), valamint a baptistákat, a Testvéreket , metodistákat és kvékereket. Az olyan angol másként gondolkodókat, mint a puritánok , akik megsértették az 1558-as egységesítő törvényt – jellemzően radikális, olykor szeparatista nézeteltérést gyakorolva – visszamenőleg nonkonformistáknak bélyegezték.
A városi testületekben az ellenállók (nonconformisták) nem viselhettek hivatalt, nem tarthattak olyan összejövetelt, ahol saját családtagjaikon kívül több mint öt jelenlévő volt. Az elűzött lelkipásztoroknak tilos volt öt mérföldnél közelebb megközelíteniük azokat a helyeket, ahol korábban szolgáltak. A törvényszegőket szigorúan megbüntették.

## Etimológia
A disszenter a latin dissentire szóból származik, jelentése: "nem ért egyet"; azaz mindaz, aki nem ért egyet mással véleményében, meggyőződésében.

## Neves személyek
A neves disszenterek közé tartozik:
- Roger Williams, (1603–1683),
- John Milton (1648-1648) ), az egyik legnagyobb angol költő.
- Jane Leade (1623–1704) misztikus,
- George Fox (1624–1691),
- Matthew Henry (1662–1714),
- Richard Price filozófus (1723–1791),
- Joseph Priestley (1733–1804) vegyész és teológus,
- Caleb Rotherham tiszteletes (1696–1752),[9]
- Joseph Johnson (1738–1809) kiadó,
- John Wilkinson (1728-1808), brit mérnök és iparos,
- John Bunyan (1628-1688), A zarándok útja című vallási bestseller szerzője,